# 26097 Kamishi
26097 Kamishi è un asteroide della fascia principale. Scoperto nel 1988, presenta un'orbita caratterizzata da un semiasse maggiore pari a 2,2614503 au e da un'eccentricità di 0,2184002, inclinata di 5,10484° rispetto all'eclittica.